# Dmytro Kariuczenko
Dmytro Mykołajowycz Kariuczenko (ukr. Дмитро Миколайович Карюченко, ur. 15 stycznia 1980 w Charkowie) – ukraiński szpadzista, czterokrotny medalista mistrzostw świata.
W 1997 roku zdobył brązowy medal indywidualnie na mistrzostwach świata juniorów na Teneryfie. Następnie zdobył złoto indywidualnie na mistrzostwach świata juniorów w Valencii w 1998 roku, srebro drużynowo na mistrzostwach świata juniorów w Keszthely w 1999 roku i brąz drużynowo na mistrzostwach świata juniorów w South Bend w 2000 roku.
Podczas mistrzostw świata w Lipsku w 2005 roku Ukraińcy w składzie: Dmytro Czumak, Dmytro Kariuczenko, Maksym Chworost i Witalij Oszarow zdobyli brązowy medal w zawodach drużynowych. W tej samej konkurencji zajął także trzecie miejsce na mistrzostwach świata w Turynie (2006), drugie na mistrzostwach świata w Budapeszcie (2013) i pierwsze na mistrzostwach świata w Moskwie (2015).
Wystartował na igrzyskach olimpijskich w Atenach w 2004 roku, gdzie drużynowo był piąty, a indywidualnie szesnasty. Na rozgrywanych osiem lat później igrzyskach olimpijskich w Londynie był siedemnasty indywidualnie. Brał też udział w igrzyskach olimpijskich w Rio de Janeiro w 2016 roku, zajmując 4. miejsce drużynowo i 36. indywidualnie. 
Zdobył złoto drużynowo na mistrzostwach Europy w Koblencji w 2001 roku. W tej samej konkurencji zdobył również srebrne medale na mistrzostwach Europy w Bourges (2003) i mistrzostwach Europy w Lipsku (2010) oraz brązowe na mistrzostwach Europy w Moskwie (2002), mistrzostwach Europy w Legnano (2012), mistrzostwach Europy w Zagrzebiu (2013) i mistrzostwach Europy w Toruniu (2016).